# Eduard Malofeyev
Eduard Vasilyevich Malofeyev ou Malafeyew - respectivamente, em russo, Эдуард Васильевич Малофеев e, em bielorrusso, Эдуард Васільевіч Малафееў (Krasnoyarsk, 2 de junho de 1942) - é um ex-jogador e atualmente técnico de futebol russo de origem bielorrussa.

## Carreira
Iniciou a carreira de jogador em 1960, no Avangard Kolomna, transferindo-se no ano seguinte para o poderoso Spartak Moscou, onde permaneceria até 1962, ano em que a equipe conquistou seu oitavo campeonato soviético. No ano seguinte, Malafeyew foi jogar no principal clube da terra de suas origens, a RSS da Bielorrússia, o Dínamo Minsk, aonde ficaria até encerrar a carreira, em 1972. No ano anterior, em 1971, conquistou a artilharia do campeonato soviético.

## Seleção
Defendeu a Seleção Soviética em um total de 40 vezes, entre 1963 e 1968, participando das Eurocopas de 1964 e 1968 e da Copa do Mundo de 1966, onde marcou três de seus seis gols pelo selecionado: dois na estréia, contra a Coréia do Norte, e outro na partida pelo terceiro lugar, contra a Portugal, na derrota por 2 a 1 frente aos lusitanos. Até hoje, o quarto lugar foi a melhor colocação alcançada pela URSS e suas sucessoras em Copas do Mundo.

## Treinador
Em 1976, iniciou carreira de técnico, chegando a treinar o Dínamo por 5 anos, de 1978 a 1983, faturando em 1982 com a equipe o único campeonato soviético de um clube bielorrusso. Seu sucesso fez com que fosse chamado para treinar a equipe olímpica de futebol da União Soviética em 1983, e, no ano seguinte, a principal, com a qual obteve a classificação para a Copa do Mundo de 1986. Entretanto, o técnico que defendia um futebol ofensivo e bonito seria misteriosamente dispensado às vésperas do torneio, sendo substituído pelo mais pragmático Valeriy Lobanovs'kyi. 
Malafeyew acabou indo treinar o Dínamo Moscou, até 1987. No ano seguinte, retornaria ao de Minsk, de onde rodaria para clubes menores bielorrussos, até chegar, em 2001 a técnico da agora independente Bielorrússia, ficando no cargo até 2003. Seu último clube foi o Dínamo de São Petersburgo, que atua na Segunda Divisão Russa (Zona Oeste).